# Homonym
Homonymer er to eller flere ord, der staves og/eller lyder ens, men har forskellig betydning.
Homonymer kan inddeles i 3 grupper, dog med et vist overlap.
- Ord der både staves og lyder ens. Et eksempel er 'søm', der både kan være det, man slår i med en hammer, og en syning i et stykke tøj.
- Homofoner er ord, der lyder ens.
- Homografer er ord, der staves ens.

## Lægevidenskab
Ordet anvendes også inden for øjensygdomme, hvor det angiver en synsdefekt, som findes i et enkelt synsfelt homonym hemianopsi.

## Biologi
Er også når samme slægtsnavn optræder både som dyre- og plante-slægt.
Der findes omkring 100 homonymer. Når der er så mange så skyldes det at latin har et begrænset ordforråd og antallet af slægter så stort.

## Eksempler på homonymer
- Bakke
  1. Køre baglæns
  2. Forhøjning
  3. En plade eller en flad holder
  4. Kæbe på skruestik
  5. Ryge på en pibe
  6. Stå bag noget (bakke op)

- Bøsse
  1. Homoseksuel mand
  2. Et glat- og dobbeltløbet gevær
  3. Beholder (fx kirkebøsse, sparebøsse)
  4. At forsyne med en bøsning

## Eksempel på homonymsætning
- Bar barbar-bar-barbar bar bar barbar-bar-barbar: En nøgen barbar, som gerne besøger barer for barbarer, gik omkring bærende på en anden nøgen barbar-bar-barbar.